# NGC 3600
NGC 3600 je spiralna galaktika u zviježđu Velikom medvjedu.

## Vanjske poveznice
- (eng.) SEDS: NGC 3600
- (eng.) Revidirani Novi opći katalog
- (eng.) Izvangalaktička baza podataka NASA-e i IPAC-a
- (eng.) Astronomska baza podataka SIMBAD
- (eng.) VizieR